# Township de Peabody (Dakota du Nord)
Pour les articles homonymes, voir Township de Peabody.
Le township de Peabody est un civil township du comté de Bottineau, dans l’État américain du Dakota du Nord. Au recensement de 2010, sa population était de 18 habitants. 